# Onthophagus sakaeratensis
Onthophagus sakaeratensis är en skalbaggsart som beskrevs av Masumoto, Hanboonsong och Teruo Ochi 2002. Onthophagus sakaeratensis ingår i släktet Onthophagus och familjen bladhorningar. Inga underarter finns listade i Catalogue of Life.